# Drepandorus laetificans
Drepandorus laetificans är en rundmaskart. Drepandorus laetificans ingår i släktet Drepandorus och familjen Dorylaimidae. Inga underarter finns listade i Catalogue of Life.